# مارك جوستافسون
مارك جوستافسون (19 سبتمبر 1959 - 1 فبراير 2024) كان رسام رسوم متحركة ومخرج أفلام أمريكي، اشتهر بإخراجه المشترك لفيلم بينوكيو (2022) مع غييرمو ديل تورو، والذي فاز بجائزة أفضل فيلم رسوم متحركة في حفل توزيع جوائز الأوسكار الخامس والتسعين.  

## الحياة والمسيرة المهنية
بدأ غوستافسون مسيرته المهنية في الرسوم المتحركة بتقنية إيقاف الحركة في استوديوهات ويل فينتون في الثمانينيات، حيث ساعد على انتاج العديد من الأعمال الفنية، منها:
A Claymation Christams Celebration و Meet the Raisins! 
كما أنه عمل على اخراج فيلم السيد فوكس الرائع. 
توفي جوستافسون بسبب نوبة قلبية في الأول من فبراير عام 2024، عن عمر يناهز 64 عاما.    